# Saltation
Saltation är en hoppande rörelse av sandkorn nära markytan med vilken saltationstransport sker. Den orsakar vindripplar vars raka ryggkrön är vinkelräta mot vindriktningen.